# رومان مولر-بوم
رومان مولر-بوم هو سياسي ألماني، ولد في 12 ديسمبر 1992 في إسن في ألمانيا. نشط حزبياً في الحزب الديمقراطي الحر. في الانتخابات الفيدرالية الألمانية 2017، انتخب عضو في البوندستاغ الألماني عن دائرة Oberhausen – Wesel III ‏ وقد انضم خلال البوندستاغ الألماني التاسع عشر (24 أكتوبر 2017 – ) للكتلة البرلمانية جماعة الديمقراطيين الأحرار ‏.